# Rappenhof (Dürrwangen)
Rappenhof ist ein Gemeindeteil des Marktes Dürrwangen im Landkreis Ansbach (Mittelfranken, Bayern). Rappenhof liegt in der Gemarkung Dürrwangen.

## Geografie
Die Einöde liegt am Hühnerbächlein, einem rechten Zufluss der Sulzach, und am Wörlesgraben, der 200 Meter weiter östlich als rechter Zufluss in das Hühnerbächlein mündet. Im Südwesten grenzt der Rappenwald an, im Westen der Eichelgarten. 0,75 km südöstlich erhebt sich der Rappenbuck (468 m ü. NHN). Eine Gemeindeverbindungsstraße führt nach Labertswend zur Kreisstraße AN 42 (0,3 km nordöstlich) bzw. nach Hopfengarten (1,8 km südwestlich).

## Geschichte
Die Fraisch über Rappenhof war strittig zwischen dem ansbachischen Oberamt Feuchtwangen und dem oettingen-spielbergischen Oberamt Dürrwangen. Der Hof hatte das Obervogteiamt Dinkelsbühl des Deutschen Ordens als Grundherrn. An diesen Verhältnissen änderte sich bis zum Ende des Alten Reichs (1806) nichts. Von 1797 bis 1808 unterstand der Ort dem Justiz- und Kammeramt Feuchtwangen.
Infolge des Gemeindeedikts wurde Labertswend 1809 dem Steuerdistrikt und der Ruralgemeinde Dürrwangen zugeordnet.

### Baudenkmal
- Eichelgarten: Corpus eines Feldkreuzes, Holz, wohl noch 18. Jahrhundert.[12]

### Einwohnerentwicklung
| Jahr      | 001818 | 001840 | 001861 | 001871 | 001885 | 001900 | 001925 | 001950 | 001961 | 001970 | 001987 | 001995 | 002005 | 002011 | 002017 |
| Einwohner | 14     | 9      | 7      | 18     | 9      | 14     | 13     | 11     | 8      | 10     | 13     | 12     | 9      | 6      | 9      |
| Häuser    | 1      | 1      |        |        | 2      | 2      | 2      | 2      | 2      |        | 2      |        |        |        |        |
| Quelle    | [ 14 ] | [ 15 ] | [ 16 ] | [ 17 ] | [ 18 ] | [ 19 ] | [ 20 ] | [ 21 ] | [ 22 ] | [ 23 ] | [ 24 ] |        |        |        | [ 1 ]  |

## Religion
Der Ort ist römisch-katholisch geprägt und war ursprünglich nach St. Peter und Paul (Halsbach) gepfarrt, seit der zweiten Hälfte des 19. Jahrhunderts ist die Pfarrei Maria Immaculata (Dürrwangen) zuständig. Die Protestanten sind nach St. Wendelin (Lehengütingen) gepfarrt.